# Skylar Grey
Skylar Grey, született Holly Brook Hafermann (Mazomanie, Wisconsin, 1986. február 23. –) amerikai énekesnő, dalszerző és zenei producer.
2004-ben, mindössze 18 évesen leszerződött a Universal Records kiadóval, 2006-ban pedig megjelent első albuma is Like Blood Like Honey cím alatt. 2010-ben Eminem és Rihanna slágerének, a Love the Way You Lie-nak az egyik dalszerzője volt Alex da Kid producer mellett, aki leszerződtette őt az Interscope Records égisze alá tartozó, Kidinakorner nevű kiadójához. Skylar Grey második albuma, a Don't Look Down 2013-ban jelent meg, 2016-ban pedig a harmadik, Natural Causes cím alatt. Saját albumai és zeneszerzői tevékenysége mellett Grey gyakran adja vokálját más sztárok dalaihoz, többek között: Apathy's Victim, No Sad Tomorrow, Fort Minor's "Where'd You Go", Diddy's "Coming Home", Dr. Dre's "I Need a Doctor", Nicki Minaj's "Bed of Lies", Papa Roach's "Periscope" és Macklemore's "Glorious".

## Diszkográfia
- Like Blood Like Honey (2006)
- Don't Look Down (2013)
- Natural Causes (2016)

## További információ
- Hivatalos oldal
- Skylar Grey a Facebookon
- Skylar Grey az Internet Movie Database-ben (angolul)
- Skylar Grey a Rotten Tomatoeson (angolul)